# Lapeer (Michigan)
Lapeer település az Amerikai Egyesült Államok Michigan államában, Lapeer megyében, melynek megyeszékhelye is. Lakosainak száma 9023 fő (2020. április 1.).

## Népesség
A település népességének változása:

| 2010 | 8 841 |
| 2020 | 9 023 |